# Myrmopopaea jacobsoni
Myrmopopaea jacobsoni là một loài nhện trong họ Oonopidae.
Loài này thuộc chi Myrmopopaea. Myrmopopaea jacobsoni được miêu tả năm 1933 bởi Reimoser.